# Lesley Hamilton
Lesley Hamilton, bürgerlicher Name Gabriele Lackenmacher (* 1949 als Gabriele Klomann in Saarbrücken) ist eine deutsche Malerin, Grafikerin und ehemalige Popsängerin. Mit dem Lied No Hollywood Movie hatte sie 1978 einen Top-Ten-Hit in den deutschen Single-Charts. Diesen Erfolg konnte sie nicht wiederholen und Hamilton ging als One-Hit-Wonder in die deutsche Chartgeschichte ein.

## Karriere
Musikalisch aktiv war Hamilton von 1974 bis 1985. Ihre erste Band hieß Second Company. Ihre erste Schlager-Single Heut oder nie erschien 1976 noch unter dem Künstlernamen Barbara Bergmann bei RCA. Ab 1977 benannte sie ihre Plattenfirma ohne ihr vorheriges Wissen in Lesley Hamilton um und veröffentlichte eine weitere Single, dieses Mal in englischer Sprache, Lover Man. Einen Hit hatte sie erst im Jahr darauf mit No Hollywood Movie, der in deutscher Sprache von Gitte als Von Hollywood träumen veröffentlicht wurde. Ihre Platten wurden in jenen Jahren von Rolf Soja produziert, der unter anderem internationale Erfolge mit Baccara feierte. Es folgten zwei Studioalben und einige Singles, die allerdings die Charts verpassten. 1981 sang sie das Titellied ihrer zweiten LP Give an’ Take für Österreich beim World Song Festival in Seoul und erreichte den dritten Platz.
Anfang der 1980er Jahre beendete sie ihre Musikkarriere und setzte auf ihr zweites Talent als bildende Künstlerin. 1989 trat sie bei der Geburtstagsgala der Europawelle noch einmal mit No Hollywood Movie auf.
Ihr Hauptwerk als Malerin hängt seit 2003 im Einkaufszentrum Saarbasar in Saarbrücken-Eschberg. Die monumentale Wandmalerei benötigte rund vier Jahre Zeit.
Gabriele Lackenmacher war einst mit einem Neffen des Malers Otto Lackenmacher verheiratet. Seit 1995 arbeitet sie selbstständig als Malerin und Grafikerin. Sie hat ihr Atelier in Sulzbach-Altenwald.

## Diskografie

### Studioalben
- 1978: No Hollywood Movie (RCA)
- 1981: Give an’ Take (Polydor)